# 福里斯特維爾 (加利福尼亞州)
福里斯特維爾是位於美國加利福尼亞州索諾馬縣的一個人口普查指定地區。

## 地理
該地的座標為38°28′54″N 122°53′46″W / 38.48167°N 122.89611°W，而該地最高點為海拔高度52米（即171英尺）。

## 人口
根據2010年美國人口普查的數據，該地的面積為13.615平方千米，當中陸地面積為13.615平方千米，而水域面積為0.000平方千米。當地共有人口3293人，而人口密度為每平方千米241人。